# Часовня Света
Часовня Света — храм Объединённой Церкви Христа в Японии в районе Кита-Касугаока города Ибараки в префектуре Осака. Построена по проекту японского архитектора Тадао Андо в период с 1987 по 1989 год.
Относительно небольшое церковное здание состоит из бетонного куба с длиной стороны 5,9 м в ширину, 17,7 м в длину и 5,9 м в высоту.
Пространство храма состоит из двух частей: основного помещения и притвора. Чтобы попасть из притвора в основное помещение, нужно пройти через проём в стене. Крестообразный проём, сделанный на противоположной торцевой стене церкви, улавливает утренний свет, формируя световой крест. Пол и скамьи выполнены из грубых деревянных досок.
В 1999 году к церкви была пристроена воскресная школа. Андо спроектировал небольшую вспомогательную пристройку для занятий прихожан храма, состоящую из зала, библиотеки и кухни. Внешне школа и храм имеют сходство форм, впрочем внутри стены школы обиты японской липой.